# 회룡초등학교 (경기)
회룡초등학교는 대한민국 경기도 의정부시에 있는 공립 초등학교이다.

## 학교 연혁
- 1995. 11. 01 회룡초등학교 개교 (초대교장 이석준)
- 1996. 03. 01 열린교육 시범학교 (경기도교육청)
- 1999. 12. 31 교육계획추진 최우수교 (교육부)
- 2001. 03. 01 교육평가 연구학교 (경기도교육청)
- 2002. 03. 01 경인교대 교생실습학교 (5년, 교육부)
- 2003. 03. 01 중심장학 모델학교 (경기도교육청)
- 2004. 10. 18 아름다운 학교상 표창 (경기도교육청)
- 2007. 03. 01 경인교대 교육실습대용학교 재지정 (5년)
- 2007. 05. 05 인조잔디 운동장 개장
- 2010. 12. 31 학교평가 최우수학교 표창 (경기도교육청)
- 2010. 12. 31 과학교육 우수학교 표창(경기도교육청)
- 2010. 12. 31 체벌대체프로그램 운영 우수학교 표창 (경기도교육청)
- 2011. 03. 01 제5대 김덕래 교장선생님 취임
- 2011. 04. 01 학교교육과정 최우수학교 표창 (경기도교육청)
- 2011. 12. 15 초등장학 우수교 표창 (경기도교육청)
- 2011. 12. 31 전국 100대 교육과정 우수학교 표창 (교육과학기술부)
- 2012. 02. 29 연차보고서 최우수학교 표창 (경기도교육청)
- 2013. 12. 16 학교급식 우수학교 표창 (경기도교육청)
- 2014. 02. 14 제17회 졸업식(졸업생 수184명 / 누계 4,077명)
- 2014. 03. 01 29학급 편성(특수 1학급포함)(746명)
- 2014. 03. 01 혁신학교 준비교 지정(3년)